# Arthur Nikisch

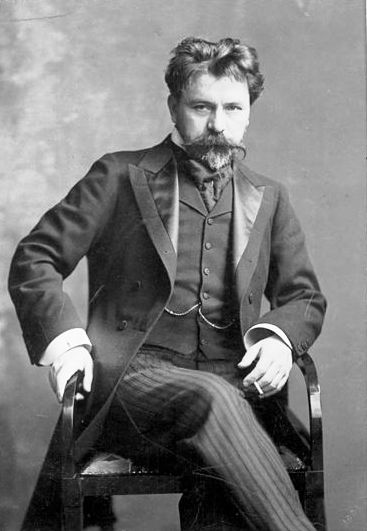

Arthur Augustinus Adalbertus Nikisch, Hongaars: Nikisch Artúr (Mosonszentmiklós, Hongarije, 12 oktober 1855 - Leipzig, 23 januari 1922) was een Hongaarse dirigent die voornamelijk in Duitsland actief was. Hij staat bekend als de 'aartsvader' van het moderne dirigeren. Zijn interpretaties van de muziek van Bruckner, Tsjaikovski, Beethoven en Liszt zijn bekend gebleven.

## Biografie
Nikisch werd geboren in een gezin met een Hongaarse vader en een moeder uit Moravië.
Hij studeerde bij Felix Otto Dessoff, Johann von Herbeck en Josef Hellmesberger jr. aan het Weense conservatorium, waar hij prijzen won voor compositie en viool- en pianospel. Hij zou echter het beroemdst worden als dirigent. In 1878 ging hij naar Leipzig en werd hij tweede dirigent van de Opera in Leipzig. In 1882 werd hij chef-dirigent. Hij leidde de première van Anton Bruckners Zevende symfonie in 1884.
Op 1 juli 1885 trouwde Nikisch met Amelie Heussner (1862-1938), een zangeres en actrice, die de daaraan voorafgaande jaren aan het Hoftheater in Kassel was verbonden en daar werkte met Gustav Mahler. Hun zoon Mitja (1899-1936) werd een bekend pianist.
Nikisch werd later dirigent van het Boston Symphony Orchestra en van 1893 tot 1895 dirigent van de Koninklijke Opera in Boedapest. In 1895 volgde hij Carl Reinecke op als dirigent van het Gewandhausorchester in Leipzig. In hetzelfde jaar werd hij chef-dirigent van de Berliner Philharmoniker. Hij zou beide posten bekleden tot aan zijn dood.
Hij was een pionier in meerdere opzichten. In 1912 nam hij het London Symphony Orchestra naar de Verenigde Staten, de eerste keer voor een orkest uit Europa. In 1913 maakte hij een van de eerste opnamen van een complete symfonie, de Vijfde van Beethoven met de Berliner Philharmoniker. Deze uitvoering is opnieuw uitgebracht op lp en cd door EMI. Hij maakte ook een serie opnames met het London Symphony Orchestra, waarvan sommige het karakteristieke portamento hebben, karakteristiek voor de vroege twintigste eeuw.
Hij overleed in Leipzig in 1922 en werd daar begraven. Meteen na zijn dood werd het plein waar hij woonde omgedoopt tot Nikischplatz. In 1971 stelde de gemeente de Arthur Nikisch-prijs in voor jonge dirigenten.
Nikisch wordt gezien als een van de grondleggers van de moderne orkestdirectie, met een grondige analyse van de partituur, een eenvoudige slag en een charisma dat de volledige orkestklank en diepte in de muziek tot zijn recht liet komen. Nikisch' dirigeerstijl werd bewonderd door Leopold Stokowski, Arturo Toscanini, Sir Adrian Boult, Fritz Reiner, Pierre Monteux, Ervin Nyiregyhazi en vele anderen. Reiner zei: "Het was [Nikisch] die me vertelde dat ik nooit met mijn armen moest zwaaien tijdens het dirigeren, en dat ik mijn ogen moest gebruiken om aanwijzingen te geven". De Nederlandse dirigent Albert van Raalte, een protegé van Nikisch, was zijn assistent tijdens een Europese tournee in 1910.   
- Bibliothèque nationale de France: cb13897974j (data)
- Gemeinsame Normdatei: 118786253
- International Standard Name Identifier: 0000 0000 8154 3023
- Library of Congress Control Number: n82164859
- Nationale Bibliotheek van Letland: 000306116
- MusicBrainz: 360ab539-bd0f-486c-98fd-6f819d978155
- Nationale Bibliotheek van Tsjechië: ola200204108
- Nationale Bibliotheek van Israël: 987007275184105171
- Nationale Bibliotheek van Polen: a0000003212485
- Nederlandse Thesaurus van Auteursnamen: 069946825
- Istituto Centrale per il Catalogo Unico: FERV027371
- LIBRIS: 210647
- SNAC: w6sx6r4f
- Virtual International Authority File: 74038494
- WorldCat: E39PBJjMwCM9qqwgx6dCB9b68C